# De Inktaap
De Inktaap is een jaarlijks toegekende literaire prijs voor Nederlandse literatuur die door jongeren wordt gekozen. De jury bestaat uit leerlingen van de bovenbouw van hoger algemeen voortgezet onderwijs (havo) en voorbereidend wetenschappelijk onderwijs (vwo). De Inktaap is de opvolger van de Jonge Gouden Uil.
Voor de Inktaap worden drie boeken genomineerd: de boeken die onderscheiden zijn met de Boekenbon Literatuurprijs, de BNG Bank Literatuurprijs en de Libris Literatuur Prijs. Uit deze boeken kiezen de leerlingen vervolgens het boek dat de Inktaap wint.
De naam is ontleend aan een 'diertje' dat voorkomt in Het boek der denkbeeldige wezens van Jorge Luis Borges. Het beestje heeft een zwak voor Chinese inkt.

## Winnaars
- 2002: Tomas Lieske – Franklin
- 2003: Harry Mulisch – Siegfried
- 2004: Tom Lanoye – Boze tongen
- 2005: Arthur Japin – Een schitterend gebrek
- 2006: Willem Jan Otten – Specht en zoon
- 2007: Henk van Woerden – Ultramarijn
- 2008: Dimitri Verhulst – De helaasheid der dingen
- 2009: A.F.Th. van der Heijden – Het schervengericht
- 2010: Robert Vuijsje – Alleen maar nette mensen[3]
- 2011: Bernard Dewulf – Kleine dagen
- 2012: Yves Petry – De maagd Marino
- 2013: David Pefko – Het voorseizoen
- 2014: Tommy Wieringa – Dit zijn de namen[4]
- 2015: Ilja Leonard Pfeijffer – La Superba[5][6]
- 2016: Stefan Hertmans – Oorlog en terpentijn[7]
- 2017: Connie Palmen – Jij zegt het
- 2018: Martin Michael Driessen – Rivieren[8]
- 2019: Murat Isik – Wees onzichtbaar[9]
- 2020: Nina Polak – Gebrek is een groot woord[10]
- 2021: Sander Kollaard – Uit het leven van een hond
- 2022: Merijn de Boer – De Saamhorigheidsgroep
- 2023: Carmien Michels – Vaders die rouwen
- 2024: Anjet Daanje - Het lied van ooievaar en dromedaris
- 2025: Tiemen Hiemstra - W.